# Operatie Seydlitz
Operatie Seydlitz was een serie van gevechten aan het oostfront tijdens de  Tweede Wereldoorlog tussen het Duitse 9e Leger en het Kalininfront. Na de Slag om Moskou bevonden zich verschillende Sovjetlegers in de achterhoede van Heeresgruppe Mitte, waardoor ze een bedreiging voor de bevoorradingslijnen vormden. In de buurt van Rzhev en Bely bevonden zich het 39e Leger en het 11e Cavaleriekorps. Het onherbergzame terrein, bestaande uit bossen en moerassen, was in het voordeel van de verdedigers. Kolonel-generaal Model kreeg de opdracht om deze eenheden te vernietigen. Op 2 juli begon het 9e Leger zijn offensief, waarbij gebruik werd gemaakt van een Duitse cavaleriebrigade. De Duitsers sloten alle ontsnappingsroutes af en daarna werd de pocket in twee delen gesplitst.  Na hevige gevechten gaven de laatste Sovjets zich op 13 juli over.

## Situatie juli 1942
Op 22 juni 1941 ging Operatie Barbarossa, de inval in de Sovjet-Unie, van start.  Aanvankelijk behaalde Heeresgruppe Mitte overwinningen bij Minsk, Smolensk en Vjazma, maar begin december waren de Duitse legers vastgelopen in de sneeuw aan de rand van Moskou. De Duitse soldaten waren niet voorzien op de winter. Vanaf de Zwarte Zee tot aan Leningrad zette Jozef Stalin een tegenoffensief in, maar vooral in het centrale gedeelte van het front boekten de Sovjets succes.
Ondanks de sneeuwstormen en de voortdurende druk van de Sovjetlegers bleef het 9e Leger een georganiseerde strijdmacht. De Duitsers ontruimden Kalinin en trokken zich langzaam naar het westen terug. Na lang aarzelen had Adolf Hitler toegestemd in deze terugtocht, maar op 20 december 1941 beval hij om de terugtocht te staken. De Duitse legers moesten zich ingraven en standhouden waar ze zich bevonden. Ze concentreerden hun verdediging op de steden en de tussenliggende spoorwegen.

### 1ste Rzhev-Vjazma-offensief

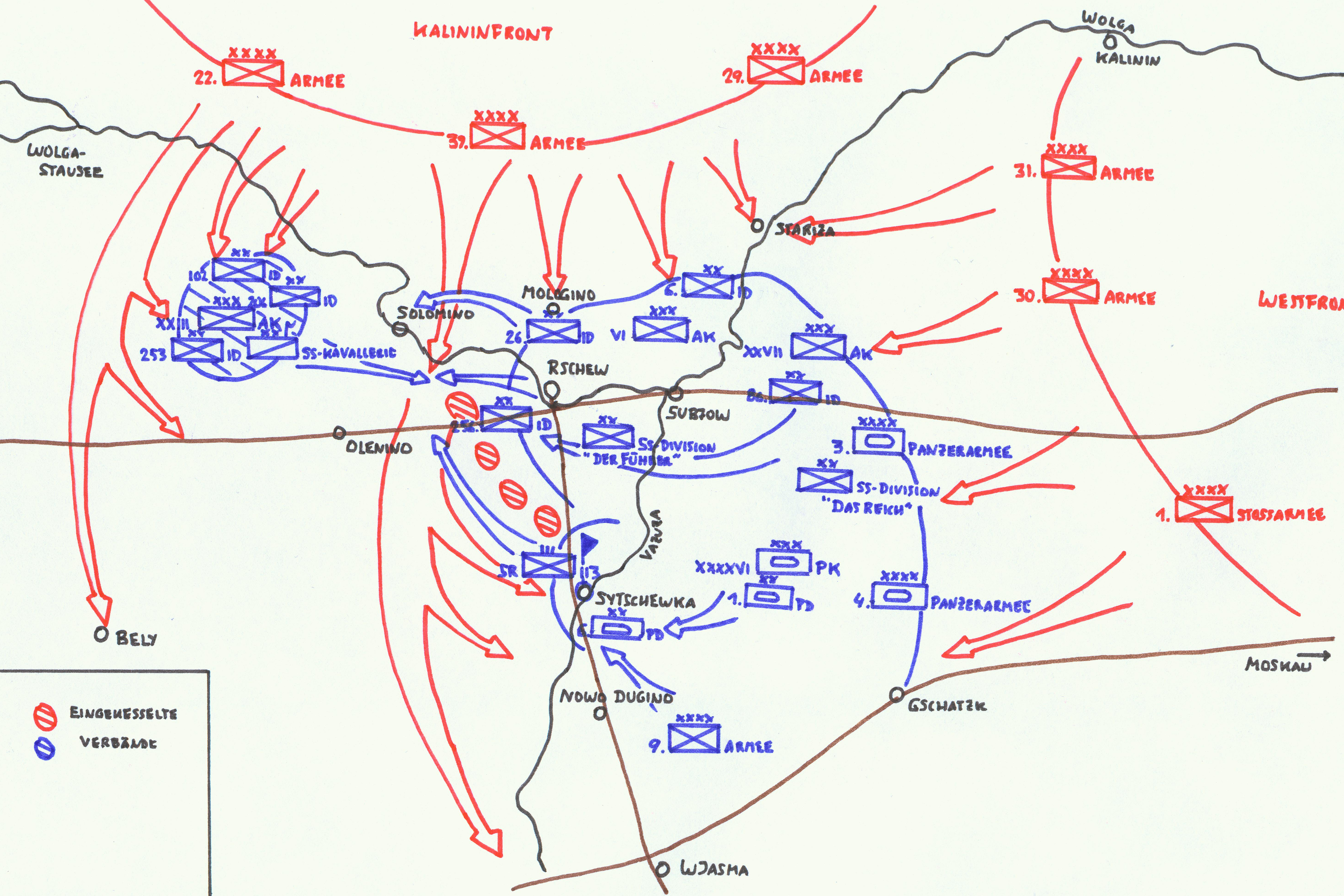
Ontstaan van de Rzhev-saillant in januari 1942

Door het Führer-bevel om stand te houden, verbrokkelde de Duitse verdediging. Onder leiding van generaal Zjoekov probeerden de Sovjets Heeresgruppe Mitte te omsingelen, waarbij het Kalininfront de rechtervleugel van de tangbeweging vormde.  Het Duitse 9e Leger bevond zich in het pad van het Kalininfront.
Het Kalininfront sloeg verschillende bressen in de Duitse linie en door deze openingen stuurde generaal Konev zijn legers naar het westen.  Het Duitse 23e Legerkorps hield stand in Olenino, maar ten noorden en ten zuiden van hun positie waren de Sovjetlegers doorgebroken.  Het 39e Leger viel Sychevka aan, het 11e Cavaleriekorps rukte op naar Vjazma en het 29e Leger lag ten westen van Rzhev.
Meer naar het noorden was de situatie voor de Duitsers nog erger. Tussen Heeresgruppe Nord en Heeresgruppe Mitte gaapte een bres van meer dan honderd kilometer. Door deze bres was het Kalininfront opgerukt tot aan Velikiye Luki, Velizj en Demidov. Hierdoor was een grote uitstulping ontstaan in het front, maar de sneeuw en het terrein bemoeilijkten een verdere opmars. De Duitsers hielden echter de belangrijkste knooppunten in handen zodat de bevoorrading van de doorgebroken legers erg moeizaam verliep.     

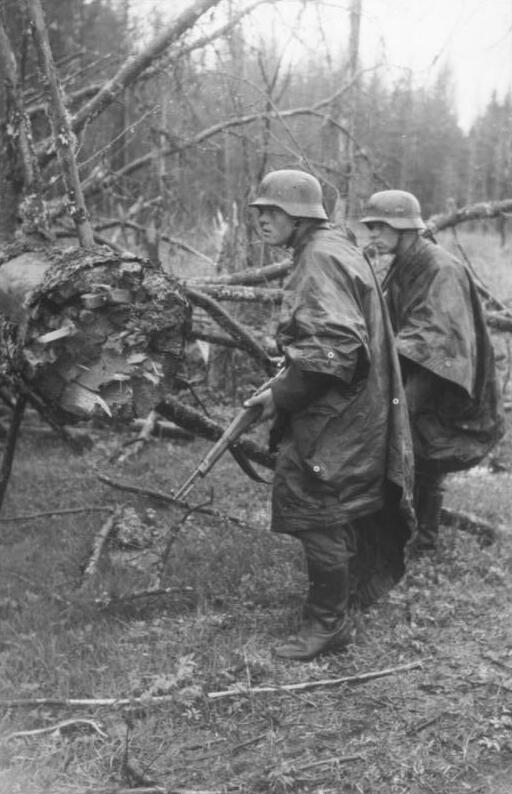
Duitse infanteristen

Begin januari 1942 kreeg generaal Model het bevel over het 9e Leger. Onmiddellijk begon hij met een actieve verdediging. Hij kreeg als versterking de 1e Pantserdivisie, die hij in de strijd wierp nabij Sychevka. In plaats van grote – en vaak onrealistische -  offensieven te plannen, begon generaal Model met kleine operaties. Nadat de bedreiging van Sychevka was verdwenen, dichtte hij de opening in het front bij Rzhev. Daarna begon hij systematisch de doorgebroken Sovjetlegers aan te pakken. Hij kreeg het 46e Gemotoriseerde Korps van het 3e Pantserleger. Dit korps viel op 30 januari aan vanuit Sychevka naar Olenino en sneed het 29e Leger af van de rest van het Kalininfront.
Ondanks verwoede pogingen van generaal Konev slaagden de Sovjets er niet in om de omsingeling te verbreken en op 20 februari was het leger vernietigd.  Daarna begon generaal Model een aanval tegen het 39e Leger. In een zogenaamde "slakkenoffensief" veroverde de 6e Pantserdivisie systematisch dorp na dorp en duwde de Sovjets steeds verder weg van de spoorweg Vjazma – Rzhev. Tegen eind maart 1942 was de frontlijn meer dan 40 kilometer opgeschoven en de spoorlijn lag buiten het bereik van het 39e Leger. De aanwezigheid van dit leger vormde echter nog steeds een bedreiging voor de achterhoede van het 9e Leger. Samen met de andere legers van het Kalininfront bleef dit leger verwoede pogingen doen om de Duitse troepen nabij Olenino te vernietigen.
De spoorlijn Smolensk - Vjazma - Rzhev vormde de bevoorradingslijn voor het 9e Leger, het 4e Leger en het 3e Pantserleger. Zolang de Duitsers de spoorweg in handen hielden, konden ze hun troepen in de Rzhev-saillant bevoorraden. Deze saillant vormde een bedreiging voor Moskou, want hij bevond zich op slechts 200 kilometer van de hoofdstad.
In maart 1942 zette de dooi in. De harde ondergrond veranderde in modder en de onverharde wegen waren niet meer begaanbaar. Deze raspoetitsa maakte elke verplaatsing moeilijk en tijdrovend. Het Duitse opperbevel begon opnieuw de mogelijkheid te bestuderen om de verbinding tussen Heeresgruppe Mitte en Heeresgruppe Nord te herstellen. Indien deze aanval slaagde, dan zou het Kalininfront zijn vernietigd en meer dan de helft van het gebied dat ze hadden moeten opgeven in de winter, zou terug worden veroverd. Kolonel-generaal Model wees er echter op dat hij niet over voldoende troepen beschikte en dat in het aanvalsgebied bijna geen wegen lagen. Wegens het geplande offensief van Heeresgruppe Süd waren er geen versterkingen meer beschikbaar en uiteindelijk liet het OKW het plan varen.

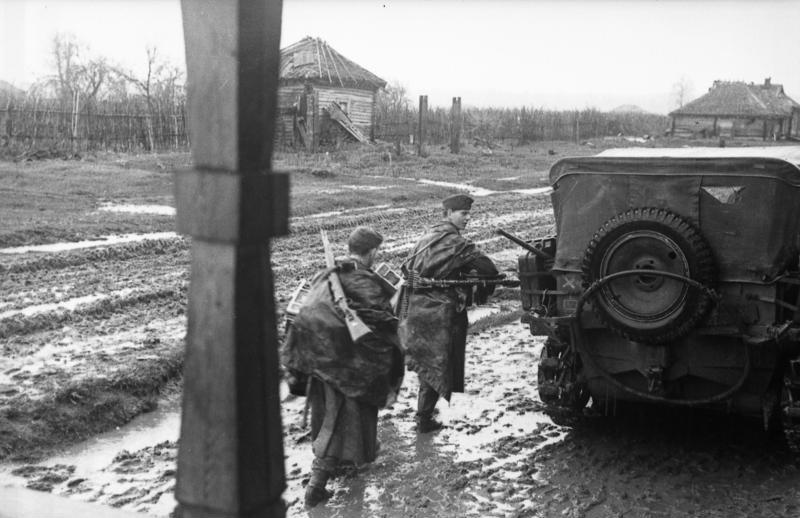
Raspoetitsa, maart 1942

Zodra de wegen weer enigszins begaanbaar waren, verplaatste veldmaarschalk Günther von Kluge zijn aandacht naar de rechterflank van Heeresgruppe Mitte.  In twee kleinere operaties (Hannover I en Hannover II) vernietigde het 4e Leger het 1e Cavaleriekorps, het 33e Leger en het 4e Luchtlandingskorps ten zuidwesten van Vjazma. Daarna verplaatste hij zijn reserves naar de linkerflank, waar het 9e Leger de opdracht had gekregen om het 39e Leger te vernietigen.

### Duitse zijde
Aan het einde van april 1941 had de frontlijn van het 9e Leger de vorm van een vinger, waarvan de tip naar het westen wees. De Duitsers verdedigden een gebied tussen Smolensk-Vjazma-Rzjev-Olenino. Hoewel tussen Olenino en Otsjakiv nog steeds een bres lag van 120 kilometer, vormden de stellingen van het 9e Leger een gesloten frontlijn van Olenino naar Rzjev. Daarna boog de frontlijn naar het zuiden tot aan Ghzatsk. Ten zuiden van Ghzatsk bevond zich het 4e Pantserleger.
De Duitse divisies hadden hun verdediging geconcentreerd langs de spoorwegen, die de belangrijkste aanvoerlijnen vormden, maar ook de rest van de saillant werd beschermd door een netwerk van houten bunkers, loopgraven en mijnenvelden.
Voor operatie Seydlitz kreeg kolonel-generaal Walter Model de beschikking over drie pantserdivisies, twee gemotoriseerde divisies en zestien infanteriedivisies, gegroepeerd in drie korpsen en één onafhankelijke groep. Hoewel op papier een indrukwekkende strijdmacht, was de werkelijkheid anders. De divisies waren nog niet op volle sterkte na de gevechten in de winter. De versterkingen waren nog niet gewend aan de barre omstandigheden van de gevechten aan het oostfront. De bataljonscommandanten kregen opdracht om in kleine gevechtsacties hun nieuwe manschappen te trainen.
Het gebied tussen Rzhev en Bely bestond uit heuvels, begroeid met dichte bossen en doorsneden met valleien. De bodem van de valleien werd gevormd door moerassen, venen en struikgewas. Er lagen nauwelijks dorpen en geen verharde wegen.  De gesmolten sneeuw had de ondergrond omgevormd tot een kleverige brij, waarin elke verplaatsing moeilijk was.
Wegens dit soort terrein besloot kolonel-generaal Model een nieuwe eenheid te vormen. Alle infanteriedivisies van het 9e Leger moesten hun verkenningsbataljon afstaan. In deze eenheid bevonden zich meestal geharde veteranen, die gewend waren in moeilijke omstandigheden te vechten. Bovendien kregen alle cavaleristen, die zich in het 9e Leger bevonden, opdracht zich bij de nieuwe eenheid te melden. Al deze manschappen werden samengevoegd tot een cavalerie-brigade, bestaande uit drie regimenten. Elk regiment bestond uit twee eskaders ruiters, twee eskaders infanterie en één eskader met zes lichte houwitsers. De infanteristen beschikten over fietsen en Panje-wagens. Deze Russische karren waren in staat om zich in elk terrein te verplaatsen. De brigade werd uitgerust met machinegeweren en elk eskader beschikte bovendien over twee zware machine-geweren. Gedurende april en mei werd de brigade intensief getraind.
Tijdens de voorbereidingen vloog kolonel-generaal Model voortdurend van hoofdkwartier naar hoofdkwartier. Hij sprak met zijn divisie- en regimentscommandanten en hij vertrouwde op inlichtingen van de frontlijneenheden in plaats van analyses, die werden opgesteld door de generale staf. Hij verkende persoonlijk de gebieden waarin werd gevochten. Om de verliezen aan te vullen, verminderde hij het aantal manschappen en officieren in de ondersteunende diensten. Zijn aanwezigheid bij het front maakte hem geliefd bij de soldaten, maar niet bij de stafofficieren, die hij voortdurend controleerde en zelfs beledigde in het bijzijn van soldaten.
Het Duitse aanvalsplan was eenvoudig van opzet. Het 23e Legerkorps zou vanuit Olenino naar het zuiden aanvallen en Groep Esebeck vanuit Bely naar het noorden. Ze zouden de ontsnappingsroute blokkeren. Daarna zou het 46e Gemotoriseerde Korps vanuit oosten de pocket aanvallen, in twee delen splitsen en de omsingelde troepen vernietigen. Ondertussen moest het 6e Legerkorps en 27e Legerkorps de saillant tegen aanvallen van het Westelijk Front verdedigen.
Op 23 mei 1942 werd kolonel-generaal Model zwaargewond toen zijn vliegtuig werd beschoten. Generaal Heinrich von Vietinghoff, bevelhebber van het 46e Gemotoriseerde Korps, nam het bevel over het 9e Leger over. Samen met veldmaarschalk Günther von Kluge leidde hij het tegenoffensief vanuit het legerhoofdkwartier in Sytsjovka.
Eind mei 1942 kreeg het 9e Leger de beschikking over het 46e Gemotoriseerde Korps. Tien dagen voor het begin van de aanval verplaatste de cavalerie-brigade zich naar zijn startposities ten noorden van de Luchesa-vallei. Duitse genietroepen velden met kettingzagen langsheen een onverharde weg bomen met een tussenafstand van een meter.  Op deze manier legden ze op twee dagen een knuppelweg naar het zuiden aan.  Over deze weg vergezelde een compagnie tanks de brigade naar het zuiden. Het lawaai van de kettingzagen en tankmotoren werd overstemd door laagvliegende vliegtuigen. In de nacht van 1 juli was de brigade in stelling.

## Opstelling Wehrmacht
- 9e Leger (kolonel-generaal Walter Model)
  - 6e Legerkorps (generaal der Infanterie Bruno Bieler)
    - 26e Infanteriedivisie
    - 256e Infanteriedivisie
    - 6e Infanteriedivisie

  - 27e Legerkorps (luitenant-generaal Walter Weiss)
    - 251e Infanteriedivisie
    - 253e Infanteriedivisie
    - 206e Infanteriedivisie
    - 14e Gemotoriseerde divisie

  - 23e Legerkorps (generaal der Infanterie Albrecht Schubert)
    - 1e Pantserdivisie
    - 5e Pantserdivisie
    - 102e Infanteriedivisie
    - 110e Infanteriedivisie
    - 129e Infanteriedivisie

  - 41e Gemotoriseerde Korps (generaal der Pantsertroepen Josef Harpe)
    - 36e Gemotoriseerde divisie
    - 161e Infanteriedivisie
    - 342e Infanteriedivisie

  - 46e Pantserkorps (generaal der Infanterie Hans Zorn)
    - 20e Pantserdivisie
    - 86e Infanteriedivisie
    - 87e Infanteriedivisie
    - 328e Infanteriedivisie

  - Groep Esebeck (generaal der Pantsertroepen Hans-Karl von Esebeck)
    - 2e Pantserdivisie
    - 197e Infanteriedivisie
    - 246e Infanteriedivisie

## Sovjetzijde

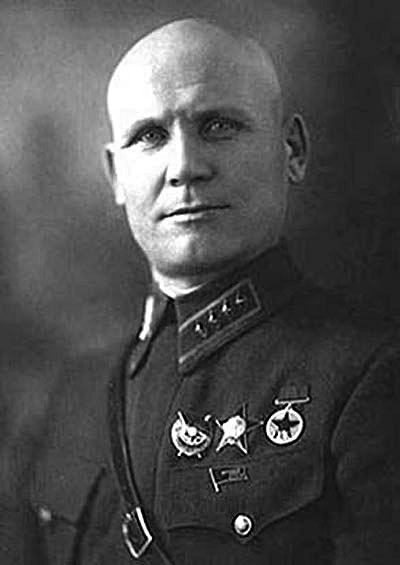
Generaal I.S. Konev

Het 39e Leger (generaal I. I. Maslennikov) beschikte over acht infanteriedivisies, één artillerieregiment, drie mortierbataljons en één tankbrigade. Het 11de cavaleriekorps (kolonel S. V. Sokolov) telde vier divisies, één mortierregiment en één bereden artillerieregiment. Op papier was dit een indrukwekkende strijdmacht, maar beide eenheden waren ver onder hun normale sterkte. Vanaf 6 december 1941 waren onafgebroken in de aanval geweest. Ze waren door de Duitse verdediging gebroken en ver tot in de achterhoede van het 9e Leger doorgedrongen. Generaal Maslennikov was er echter niet in geslaagd om de vitale spoorlijn Vjazma – Rzhev af te snijden. Nadat de Duitsers de Rzhev-opening hadden gedicht, kwam het 39e Leger in de problemen. In plaats van het 9e Leger te omsingelen, dreigde het zelf omsingeld te worden. Generaal Konev gaf opdracht om defensieve stellingen te bouwen en het gebied te versterken.
In juni 1942 moest generaal Maslennikov zijn voorraden rantsoeneren. Zijn leger had nog voldoende voedsel voor vijf dagen en munitie voor twee dagen. Het 11e cavaleriekorps had slechts voorraden voor één dag en geen mortiergranaten. Alle voorraden werden te voet aangevoerd door de smalle corridor tussen Nelidovo en Belyi. Deze corridor werd voortdurend door de Duitse artillerie bestookt.

## Operatie Seydlitz

Operatie Seydlitz

Op 2 juli 1942 gingen de Duitsers in de aanval. De 1e Pantserdivisie viel vanuit Olenino aan naar het zuiden terwijl de 2e Pantserdivisie vanuit Belyi naar het noorden oprukte door de Obsja-vallei. Door deze vallei liep de enige weg, die geschikt was voor rupsvoertuigen. De Sovjets realiseerden zich dit en ze hadden hun verdediging in deze vallei versterkt. De Duitse tanks liepen vast in de eerste linie van mijnen, anti-tankkanonnen en prikkeldraad. De Duitse divisies hadden geen ruimte om te manoeuvreren en konden enkel frontale aanvallen op de Sovjetstellingen uitvoeren. Op het einde van de eerste dag waren beide Duitse aanvallen tot stilstand gekomen.
In de centrale sector van het 23e Legerkorps had de cavalerie-brigade meer succes. De brigade opereerde aan de linkerflank van de 1e Pantserdivisie.  Onder dekking van mist bereikten de Duitsers ongemerkt de Luchesa-rivier. Ze vonden een doorwaadbare plek, waar ook de tanks konden oversteken. De Sovjets werden compleet verrast door het verschijnen van tanks en cavaleristen. Na een kort gevecht sloegen ze op de vlucht en tegen de avond was de brigade al zes kilometer opgerukt.
De volgende dag hervatte de 1e Pantserdivisie de aanval op de wegversperringen, maar ze slaagden er opnieuw niet in om een doorbraak te forceren. De regen veranderde de zanderige ondergrond in een modderpoel. In het zuiden staakte de 2e Pantserdivisie zijn offensief toen de Luftwaffe een veertigtal tanks opmerkte, die vanuit het oosten naar Belyi oprukten. De Duitse eenheden liepen gevaar om zelf omsingeld te worden. Generaal von Esebeck annuleerde de aanval en beval om een verdedigingspositie in te nemen.
De cavalerie-brigade kreeg bevel om naar het westen te zwenken. Hierdoor zouden ze de hoofdweg bereiken achter de wegversperringen, die de 1e Pantserdivisie tegenhielden. Het terrein tussen de Luchesa en de Obsha-vallie werd door de Sovjets als onbegaanbaar beschouwd en was dan ook niet verdedigd. Moerassen, modder en struikgewas maakten een opmars bijna onmogelijk. Er was geen enkele weg of dorp dat als herkenningspunt kon dienen. De brigade had een volle dag nodig om de tien kilometer af te leggen, maar tijdens de nacht bereikte de voorhoede de weg. Ze groeven zich in en wachtten af. Ondertussen overvielen ze kleine Sovjet detachementen, die van de weg gebruik maakten.
Meer naar het westen kreeg de 5e Pantserdivisie opdracht om af te zwenken naar het westen zodat ze steun kon geven aan de 2e Pantserdivisie. Na een moeizame opmars bereikten ze in de ochtend van 5 juli het vlakke terrein van de Obsha-vallei. Generaal von Vietinghoff wierp ook de 14e Gemotoriseerde divisie in de strijd. In het spoor van de 5e Pantserdivisie bereikte deze eenheid ook de Obsha-vallei.
Op 5 juli was het duidelijk dat de Duitsers het overwicht hadden. De cavalerie-brigade had de bevoorrading naar de wegversperringen, die de 1e Pantserdivisie tegenhielden, afgesneden en het verschijnen van Duitse eenheden in hun achterhoede leidde tot paniek bij de Sovjets. De verdediging stortte volledig ineen en de Duitse tanks rukten verder op naar het zuiden. De 2e Pantserdivisie had de vijandelijke tegenaanval afgeslagen en in de loop van de dag maakten ze contact met de voorhoede van de 1e pansterdivisie. De ontsnappingroute van 39e Leger en het 11e cavaleriekorps was afgesneden.
De aanval van de 5e Pantserdivisie door de Obsha-vallei naar het westen splitste de pocket in twee delen. Stavka gaf bevel om naar het noordwesten uit te breken, maar het 39e Leger was niet langer een georganiseerde strijdmacht. De Duitse divisie hadden zich langsheen de Obsja ingegraven en ze sloegen moeiteloos de zwakke poging af. De Luftwaffe wierp duizenden pamfletten uit met de oproep zich over te geven. ' Generaal Maslennikov en zijn staf verlieten aan boord van enkele lichte vliegtuigen de pocket en daarna stortte het leger ineen.
Meer naar het zuiden wachtte het 11e cavaleriekorps hetzelfde lot. Vanuit Sychevka was de opmars van de 20e Pantserdivisie naar het westen begonnen en toen ze de voorhoede van de 197e infanteriedivisie ontmoette, was het korps afgesneden van het 39e Leger. Toen het korps de moerassen en bossen had verlaten, vormde het een gemakkelijk doelwit voor de Luftwaffe. Kleine groepjes van tanks, infanteristen en ruiters probeerden de omsingeling te doorbreken, maar ze werden gemakkelijk vernietigd door de 20e Pantserdivisie.
Op 13 juli 1942 gaven de laatste Sovjet-eenheden zich over. Enkele honderden Sovjets probeerden te ontsnappen of voegden zich bij de partizanen, maar als georganiseerde eenheid was het 39e Leger en het 11e cavaleriekorps vernietigd.

## Resultaat
In een gevecht van 11 dagen had het 9e Leger een belangrijke tactische overwinning behaald. De Duitsers hadden één leger en een cavaleriekorps vernietigd, waarbij ze 37 000 soldaten hadden gedood of gevangengenomen. Bovendien verloren de Sovjets meer dan 220 tanks en 500 stuks artillerie. De bedreiging voor de bevoorradingslijnen van het 9e Leger was verwijderd en het gat in de frontlijn was gedicht.
De vernietiging van het 39e Leger en het 11de cavaleriekorps dwong Stavka om de plannen van het zomeroffensief te herzien. Het lag immers in de bedoeling dat het Kalininfront en het Westelijk Front de Rzhev-saillant van drie zijden zouden aanvallen en vernietigen.
De Duitse verliezen waren relatief licht. Het 9e Leger verloor 3989 doden en gewonden. Na de gevechten ontbond generaal Model de cavaleriebrigade.

## Conclusie
Tijdens de planning van operatie Seydlitz had kolonel-generaal Model al blijk gegeven van zijn capaciteiten, waardoor hij tot een van de bekwaamste Duitse bevelhebbers zou uitgroeien. Hij hield geen rekening met de militaire tradities om eenheden als geheel te laten vechten, maar hij splitste hen in kleine groepen. Op die manier verdeelde hij zijn krachten op de meest economische manier over de gehele frontlijn. Bovendien bundelde hij de beste delen van elke divisie tot een nieuwe brigade. Kolonel-generaal Model hield rekening met het terrein waarin gevochten moest worden en hij buitte de mobiliteit van zijn eigen troepen uit.
In tegenstelling tot de gevechten aan de oostzijde van de Rzhev-saillant kozen de Sovjets voor een open gevecht. Tot op het einde probeerde generaal Maslennikov de Duitsers te verslaan in een regulier gevecht in plaats van te verdwijnen in de bossen en moerassen.  Tegenover de superieure Duitse vuurkracht en mobiliteit was dit een foute keuze, die leidde tot de vernietiging van het 39e Leger.
Operatie Seydlitz betekende het einde van de offensieve operaties van Heeresgruppe Mitte in 1942. Gedurende de eerste maanden van 1942 had veldmaarschalk von Kluge met zijn beperkte middelen de diepe Sovjetpenetraties op zijn flanken opgeruimd en het front gestabiliseerd. De vrijgekomen eenheden plaatste hij in zijn strategische reserve. Op hetzelfde moment bouwde hij zijn verdediging in de diepte uit. Door deze acties waren de Duitse troepen in staat het Tweede Rzehv-Vjazma offensief te weerstaan.